# Atribut (umetnost)
Atribut (lat. attribuire - dodati) je v umetnosti razpoznavno znamenje, pridevek, po katerem prepoznamo figuralno predstavljeno osebo. Povezujejo jo s čudežem ali posebnim doživetjem v njenem življenju. Primer: Neptunov trizob, ključ sv. Petra, apostoli, muze,...
Ločimo naslednje glavne zvrsti:
- stanovski (primer vladarske insignije);
- historični ali legendarni (primer določenega svetnika, orel ptica bogov);
- alegorični (primer tehtnica za pravičnost).

## Druga uporaba
Lastnost se lahko nanaša še na:
- V filozofiji, matematiki ali skupna značilnost subjekta ali snovi
- V raziskovanju značilnost objekta (človek, stvar, itd)
- Kot slovnični modifikator, v jezikoslovju, skladnji, bodisi besede, besedne zveze ali stavku, ki spreminja samostalnik
- Vidik božanstva; lastnosti Boga, atributi Boga v krščanstvu in apofatična teologija
- Atribut slovnice v računalniških jezikih
- V statistiki pri hazardnih igrah